# San Fiorano
San Fiorano is een gemeente in de Italiaanse provincie Lodi (regio Lombardije) en telt 1724 inwoners (31-12-2004). De oppervlakte bedraagt 8,9 km², de bevolkingsdichtheid is 183,71 inwoners per km².
De volgende frazioni maken deel uit van de gemeente: Campone, Divizia, Lazzaretto, Regone.

## Demografie
San Fiorano telt ongeveer 671 huishoudens. Het aantal inwoners steeg in de periode 1991-2001 met 1,0% volgens cijfers uit de tienjaarlijkse volkstellingen van ISTAT.
| Jaar | Inwoneraantal |
| ---- | ------------- |
| 1991 | 1619          |
| 2001 | 1635          |

## Geografie
De gemeente ligt op ongeveer 56 m boven zeeniveau.
San Fiorano grenst aan de volgende gemeenten: Codogno, Maleo, Fombio, Santo Stefano Lodigiano.